# عکیب طلیب
عکیب طلیب (عقیب طالب) (انگلیسی: Aqib Talib) از کورنربک‌های فوتبال آمریکایی تیم دنور برانکوز لیگ ملی فوتبال (آمریکا) (ان اف ال) است. او در نخستین دور بازیکن گزینی ۲۰۰۸ ان اف ال به استخدام تمپابی بوکانیرز درآمد. او فوتبال کالجی را در Kansas بازی کرد، و افتخار تمام آمریکایی را به دست آومرد. طلیب برای نیو انگلند پتریوتس هم بازی کرده است.